# Municipio de Dog Ear
El municipio de Dog Ear (en inglés: Dog Ear Township) es un municipio ubicado en el condado de Tripp en el estado estadounidense de Dakota del Sur. En el año 2010 tenía una población de 45 habitantes y una densidad poblacional de 0,48 personas por km².

## Geografía
El municipio de Dog Ear se encuentra ubicado en las coordenadas 43°12′20″N 99°56′21″O / 43.20556, -99.93917. Según la Oficina del Censo de los Estados Unidos, el municipio tiene una superficie total de 92.94 km², de la cual 92,36 km² corresponden a tierra firme y (0,62 %) 0,58 km² es agua.

## Demografía
Según el censo de 2010, había 45 personas residiendo en el municipio de Dog Ear. La densidad de población era de 0,48 hab./km². De los 45 habitantes, el municipio de Dog Ear estaba compuesto por el 84,44 % blancos, el 15,56 % eran amerindios. Del total de la población el 0 % eran hispanos o latinos de cualquier raza.